# Sierklinkerwerk Gravenstraat

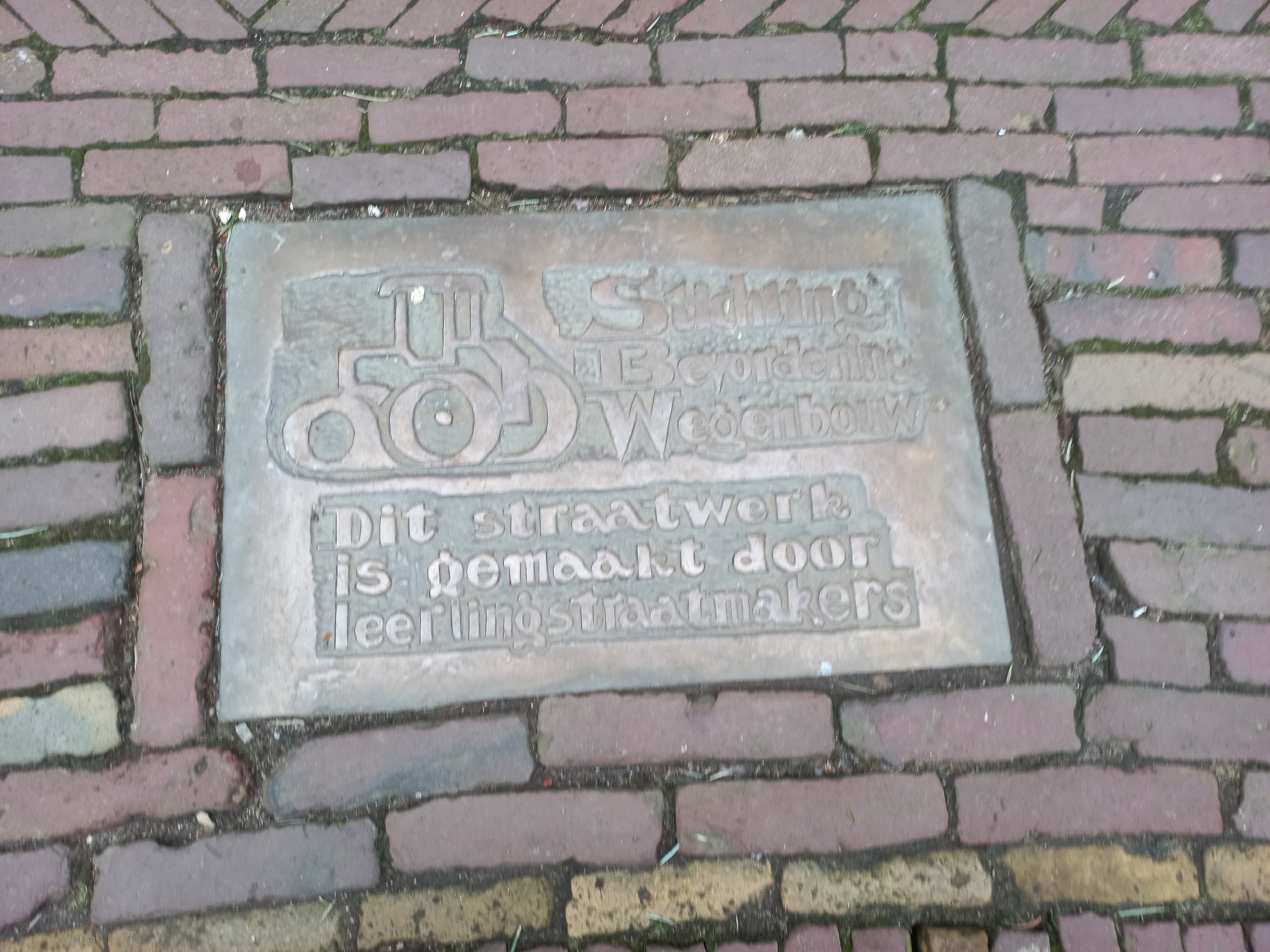
Siertegel van Piek (januari 2024)

Het Sierklinkerwerk Gravenstraat is een kunstzinnig kunstwerk in Amsterdam-Centrum  Voor het bekijken van het kunstwerk moet naar de grond gestaard worden.

De Gravenstraat vormt al eeuwenlang samen met de Eggerstraat de noordoostelijke terreinafscheiding van de Amsterdam. Ze vormen een halve cirkel tussen de Dam en de Nieuwezijds Voorburgwal, die tijdens de aanleg nog een gracht was. De straatjes zijn gedurende de eeuwen steeds opnieuw ingericht, tot in de 20e eeuw waren beide een verkeerstraat, soms nog geasfalteerd. In de jaren zeventig moest de straat opnieuw ingericht worden, vermoedelijk in verband met het verbannen van autoverkeer. Het werd voetgangersgebied. Bij de aanleg van de klinkers in dat voetgangersgebied werden kennelijk leerling-stratenmakers ingeschakeld, die op de kruising van beide straten een cirkelpatroon hebben (aan)gelegd. Het geheel werd benadrukt door een siertegel. De siertegel werd geplaatst namens de opleidingscommissie van de Stichting Bevordering Wegenbouw. Van die siertegels werden er in Nederland vermoedelijk minder dan tien geplaatst; er is vrijwel niets (meer) over bekend. Inventarisatie leverde een stuk of zeven tegels op, waarvan één variant de afbeelding van een stoomwals weergeeft met de teksten:
Stichting Bevordering Wegenbouw
Dit straatwerk is gemaakt door leerling-stratenmakers
Die wals is of was te zien in Bavel, Groningen, Delfzijl en Amsterdam. Het ontwerp is afkomstig van Gerrit Piek dan werkzaam in Groningen en Schiermonnikoog. 
Hij ontwierp meer kunstwerken met name voor de provincie Groningen.
Bijzonder is dat in de Eggertstraat ook een kunstwerk is geplaatst dat op de grond ligt, een kroningsdeksel. In de Houthavenkade ligt Tafereel met gracht, moderne klinkerkunst.